# Кицуне
Кицуне (kitsune, 狐) је јапанска реч за лисицу. Лисице су честа тема прича јапанског фолклора, у којима су оне приказане као интелигентна биће с натприродним моћима које расту с њиховом старошћу и мудрошћу. Према јокаи фолклору, све лисице имају способност да мењају своју форму и преузму људски облик. Док неке од легенди говоре о томе како кицуне ово раде да би превариле друге - што углавном и јесте случај - друге легенде их приказују као верне заштитнике, пријатеље, љубавнике и жене.
Лисице и људи живели су у близини једни других у древном Јапану, те су из оваквих контаката произашле легенде о овим створењима. Кицуне су постале уско повезиване са Инари, шинто богињом (kami) или духом, и служе као њени гласници. Ова улога је појачала натприродни значај лисице. Што више репова кицуне има - а могу имати до девет - то је она старија, мудрија и моћнија. Због њиховог утицаја и потенцијала, неки људи гледају на њих као на богове и сходно томе им приносе жртве.
Лисице су често виђене и као "вештичје животиње", поготово за време Едо периода (1603 - 1867), и биле су гоблини којима се није могло веровати (слично неким ракунима и мачкама).

## Порекло
Јапански митови о лисицама вуку порекло из кинеске митологије. Кинеске приче из фолклора говоре о духовима лисица званим húli jīng (狐狸精) које су могле имати и до девет репова (Kyūbi no Kitsune на јапанском). Велики број најранијих прича записане су у Konjaku Monogatarishū, колекцији прича кинеских, индијских и јапанских наратора насталој у 11. веку. Деветорепе лисице су као мотив из кинеске митологије прилагођене јапанског митологији.

## Карактеристике
Верује се да кицуне поседују супериорну интелигенцију, дуг животни век и магијске моћи. Оне су врста јокаија, и реч кицуне се углавном преводи као дух лисице. Међутим, ово не значи да су кицуне духови, нити да су у сржи другачије од обичних лисица. Пошто се реч дух користи да одрази стање мудрости и просветљености, све дуговечне лисице добијају натприродне моћи.
Постоје две основне класификације кицуне:
- Зенко (zenko, 善狐, у буквалном преводу добра лисица) које су добронамерне лисице које се повезују са Инари, и које се понекад једноставно називају Инари лисице.
- Јако (yako, 野狐, у буквалном преводу пољска лисица, такође називане и nogitsune), с друге стране, имају тенденцију да буду несташне, па чак и злонамерне.[6]

Локалне традиције додају још различитих типова. На пример, нинко (ninko) је невидљива лисица коју људска бића примете тек када их запоседну.
Физички гледано, кицуне су препознатљиве по томе што могу имати до девет репова, при чему већи број репова углавном указује на старију и моћнију лисицу. Неке приче из фолклора наговештавају и да ће лисици израсти додатни репови тек након што је живела више од 100 година. Један, три, пет и седам репова су најчешћи бројеви у причама и легендама. Када кицуне добије свој девети реп, њено крзно постане бело или златно. Ове kyūbi no kitsune (九尾の狐, деветорепе лисице) добију моћ да виде и чују било шта што се догађа било где у свету. Неке приче додељују им и бескрајну мудрост. Након што достигну 1000 година живота и добију свој девети реп, кицуне промени боју у златну и постане тенко (天狐, рајска лисица), најмоћнија форма кицуне, а онда се уздигне у небеса.

### Промена облика
Кицуне могу преузети људски облик, то је способност коју стекну када достигну одређено старосно доба - углавном 100 година, мада неке приче кажу 50. Облик који кицуне углавном преузму укључују прелепе жене, младе девојчице, старе мушкарце, па чак и младе дечаке. Облици нису ограничени лисицином старошћу или полом, и кицуне могу копирати изглед одређене особе. Лисице су посебно познате по прерушавању у прелепе жене. Учестало веровање у средњевековном Јапану је да је било која жена виђена сама, поготово за време сумрака или ноћи, може бити лисица. Kitsune-gao, односно "лисичје лице", односи се на људска бића женског пола која имају узано лице, близу смештене очи, танке обрве и високе јагодице. Традиционално, оваква структура лица се сматра атрактивном, и неке приче их приписују лисицама у људској форми. Варијације на ову тему додељују кицуне и друге карактеристике лисице, као што су коса фине длаке, сенка у облику лисице, или одраз који показује њиховз праву форму.
У неким причама, кицуне имају потешкоћа са сакривањем својих репова када преузму људски облик. Тражење репа, углавном када је лисица пијана или несмотрена, је уобичајена метода за разазнавање праве природе ових бића. Кицуне такође могу бити откривене док су у људском облику због њиховог страха и мржње према псима. Неке могу бити толико узнемирене због њиховог присуства да се преобрате назад у форму лисице и побегну.
Друге натприродне моћи које се често приписују лисицама укључују запоседање, стварање ватре или муња, манифестација туђих снова, летење, невидљивост и стварање илузија толико реалних да се готово не могу разликовати од реалности. Неке приче говоре о лисицама с још већим моћима, које могу искривити време и простор, доводити људе до лудила, или преузети облике као што су невероватно високо дрво или други месец на небу. Неке кицуне имају карактеристике које подсећају на вампире или сукубусе и које се хране људским душама или животима, углавном кроз сексуални контакт.

## Кицунецуки
Кицунецуки (kitsunetsuki, 狐憑き, 狐付き), такође писано и као kitsune-tsuki, у буквалном преводу значи "стање запоседнутости од стране лисице". Жртва је углавном млада жена у коју лисица уђе или испод ноктију или кроз груди. У неким случајевима, прича се да се лице жртве промени на такав начин да почне да личи на лисичје. Јапанска традиција налаже да запоседнутост лисице може учинити да неписмене особе привремено добију способност да читају.
У Јапану, кицунецуки је запажан као болест још у Хеиан периоду и наставио је да се користи као дијагноза за менталне болести све до раног 20. века. Запоседнутост је била објашњење за абномално понашање приказано од стране индивидуа под њеним утицајем. У касном 19. веку, доктор Шунићи Шимамура забележио је да су физичке болести које изазивају грозницу често биле сматране за кицунецуки. То веровање је изгубило на значају, али се приче о запоседнутости од стране лисице и даље могу чути, као што су на пример тврдње да су чланови Аум Шинрикјо култа били запоседнути.
У медицини, кицунецуки је синдром везан за културу, који је специфичан за културу Јапана. Они који пате од одређеног стања верују да су запоседнути од стране лисице. Симптоми укључују жудњу за пиринчем или слатким азуки пасуљем, немир и избегавање контакта очима.